# Höcklin von Steineck

Wappen der Familie Höcklin von Steineck

Die Hoecklin von Steineck sind eine Familie, die wahrscheinlich ursprünglich aus dem Sundgau kam. Der Stammvater Apollinaris Höcklin wurde beim Reichstag zu Konstanz 1507 in den Adelsstand erhoben. Er und seine Erben bekamen bei der Verleihung des Wappens das Recht sich nach ihrer Burg Steineck zu benennen. Apollinaris Höcklin heiratete Susanna Roth, die aus einem Baseler Patriziergeschlecht stammte und das Gut Gärtringen mit in die Ehe einbrachte. Im Jahr 1520 belehnte der Markgraf Ernst I. von Baden-Durlach Apollinaris Höcklin mit einem Edelmannssitz in der Stadt Schopfheim, 1531 wurde er zum Obervogt in Schopfheim ernannt, er war u. a. auch markgräflicher Abgesandter.

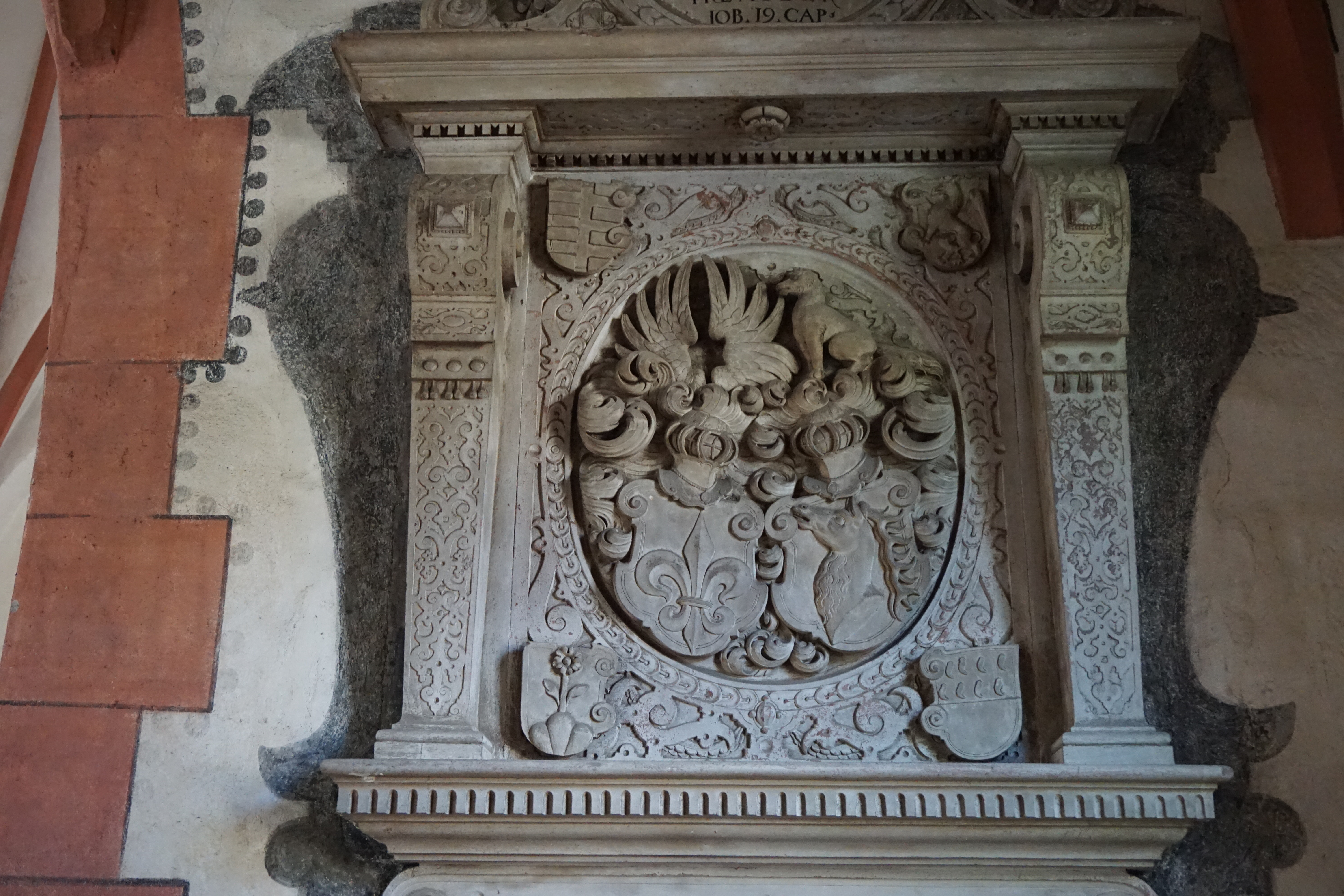
Epitaph der Familie Höcklin von Steineck in der alten Stadtkirche von Schopfheim – Mittelteil

Sein Sohn Johann Heinrich Hoecklin von Steineck wurde nach seinem Vater Obervogt in Schopfheim, er hatte mit seiner Frau Maria von Anweil, die eine Tochter des Freiburger Bürgermeisters Hans Albrecht von Anweil war, u. a. folgende Kinder und Enkelkinder:
- Barbara Maria Hoecklin von Steineck verheiratet mit Johann von Ulm zu Wellenberg († 1582)
- Christoph Hoecklin von Steineck 1600–1612 Vogt und Hauptmann zu Schopfheim
  - Susanna Katharina Hoecklin von Steineck († 1626) verheiratet mit Hans Philipp von Offenburg
  - Kunigunde Hoecklin von Steineck verheiratet mit Hans von Ulm von Erbach, Landvogt zu Roeteln
  - Clara Eva, Gattin des Johann Jacob Christoph von Ulm von Erbach zu Schopfheim

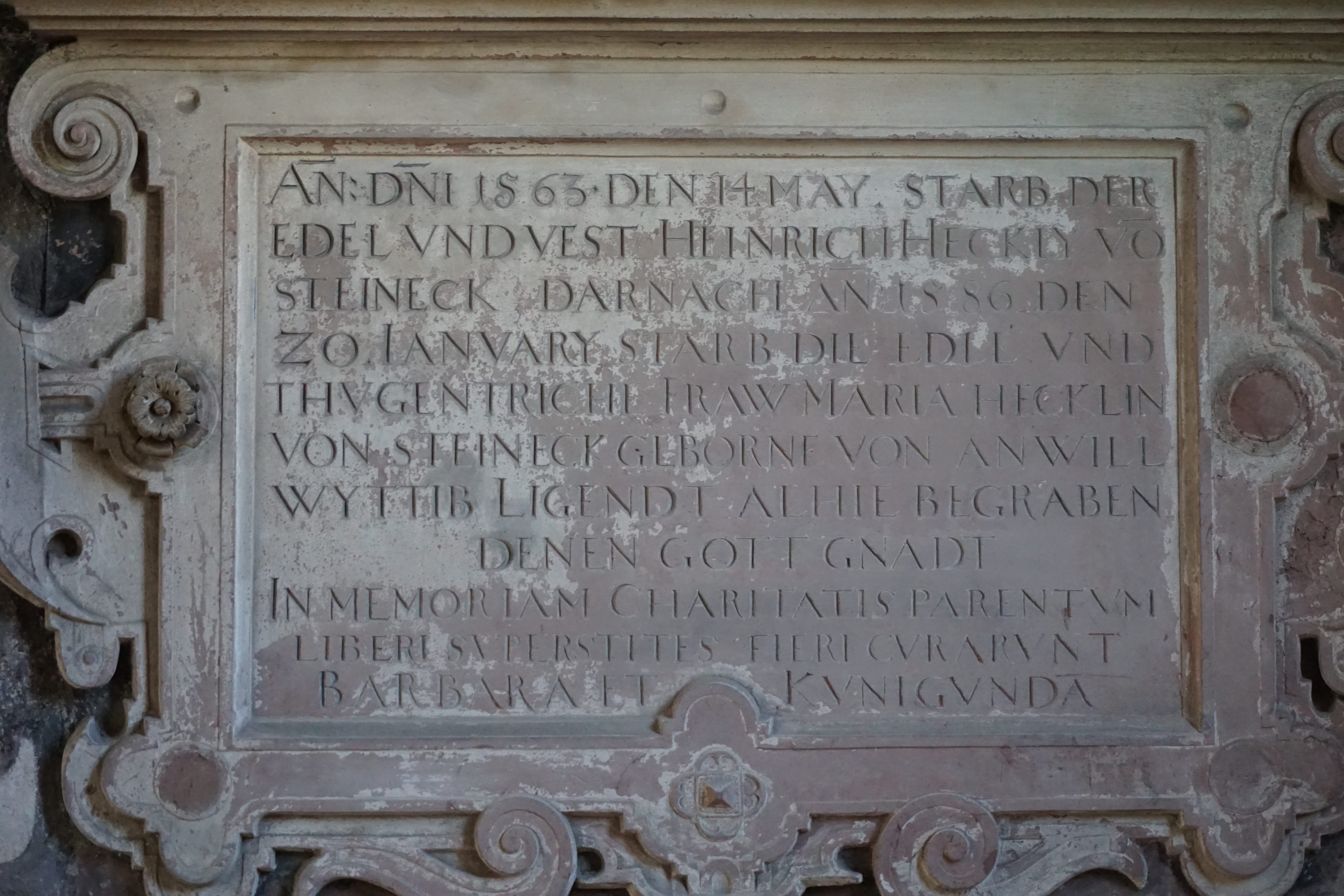
Epitaph der Familie Höcklin von Steineck in der alten Stadtkirche von Schopfheim – Unterteil

Johann Heinrich Hoecklin(† 1563) von Steineck wurde nebst seiner Gemahlin Maria von Anweil († 1586) in der Kirche zu Schopfheim beigesetzt.
Der andere Sohn des Apollinaris Höcklin war vermutlich Hans Heinrich Hoecklin († 1553), er studierte zunächst in Basel und dann in Ingolstadt. Er war ab 1549 herzoglich-württembergischer Oberrat und Obervogt zu Balingen, im Jahr 1552 war er Gesandter zum Trienter Konzil. Er ehelichte Barbara, die Tochter des Lindauer Bürgermeisters Johannes Varnbüler, Barbara Varnbüler heiratete nach dem Tod ihres ersten Ehemanns dann Michael von Rappenberg.